# Cosmarium monomazum
Cosmarium monomazum  là một loài Song tinh tảo trong họ Desmidiaceae, thuộc chi Cosmarium.